# تشارلز هنري ميلر
تشارلز هنري ميلر (بالإنجليزية: Charles Henry Miller)‏ هو رسام أمريكي، ولد في 20 مارس 1842 في لونغ آيلند في الولايات المتحدة، وتوفي في 21 يناير 1922.